# Kuni no miyatsuko
Kuni no miyatsuko (国造 - anche letto kokuzō) era un titolo del periodo Yamato corrispondente a una autorità - della quale non si conoscono con certezza le funzioni, i poteri, né l'origine - che concentrava su di sé sia poteri civili che religiosi, probabilmente anche militari.

## Storia e funzioni
La giurisdizione dei kuni no miyatsuko era corrispondente a quella di una provincia (国), e questo fatto fa supporre che il titolo venisse dato dalla corte di Yamato, anche se è possibile che l'attribuzione del titolo fosse il semplice riconoscimento di un dato di fatto. 
Il ruolo di kuni no miyatsuko fu fortemente diminuito con la riforma Taika, quando le provincie furono riorganizzate in accordo al sistema ritsuryo che mise a capo di queste circoscrizioni la figura del kokushi. I kuni no miyatsuko non scomparvero, ma il titolo fu associato da quel momento a responsabili di affari religiosi e spirituali.